# Carl Hudson (pianista)
Carl Hudson (ur. 22 października 1983 w Bostonie) – brytyjski pianista, klawiszowiec, który występował między innymi z Professor Green, Emeli Sande, Beth Rowley i Jocelyn Brown.
Od czerwca 2011, Hudson gra na klawiszach z Professor Green, zarówno w trasie i w studio.
Od 2010, grał również na klawiszach z artystami soul Omar Lye-Fook, Leon Ware, The Jones Girls i Jean Carne w miejscach w Londynie i Wielkiej Brytanii.
Hudson ściśle współpracuje w studiu z producentem SoulPersona, nagrywa i odtwarza obok weterana Jamiroquai i perkusisty Nicka Van Gelder.
Carl wydał swój pierwszy album, zatytułowany Zoology For Martians w maju 2013. Stworzył go we współpracy z takimi muzykami jak Nick Van Gelder (perkusja), Andy Tolman (bas), Terry Lewis (gitara), Bob Dowell (puzon) i Neil Waters (trąbka). Zoology For Martians jest to album, który przedstawia ewolucję życia na Ziemi za pomocą funk-jazzu i ścieżek dźwiękowych. Efekt ten został uzyskany poprzez korzystanie z wielu syntezatorów analogowych, takich jak Prophet '08, Oberheim i Matrix 6. Album zawiera także obszerne notatki napisane w stylu podobnym do brytyjskiego przyrodnika TV sir Davida Attenborough.